# Ludwig III. von Boyneburg-Lengsfeld

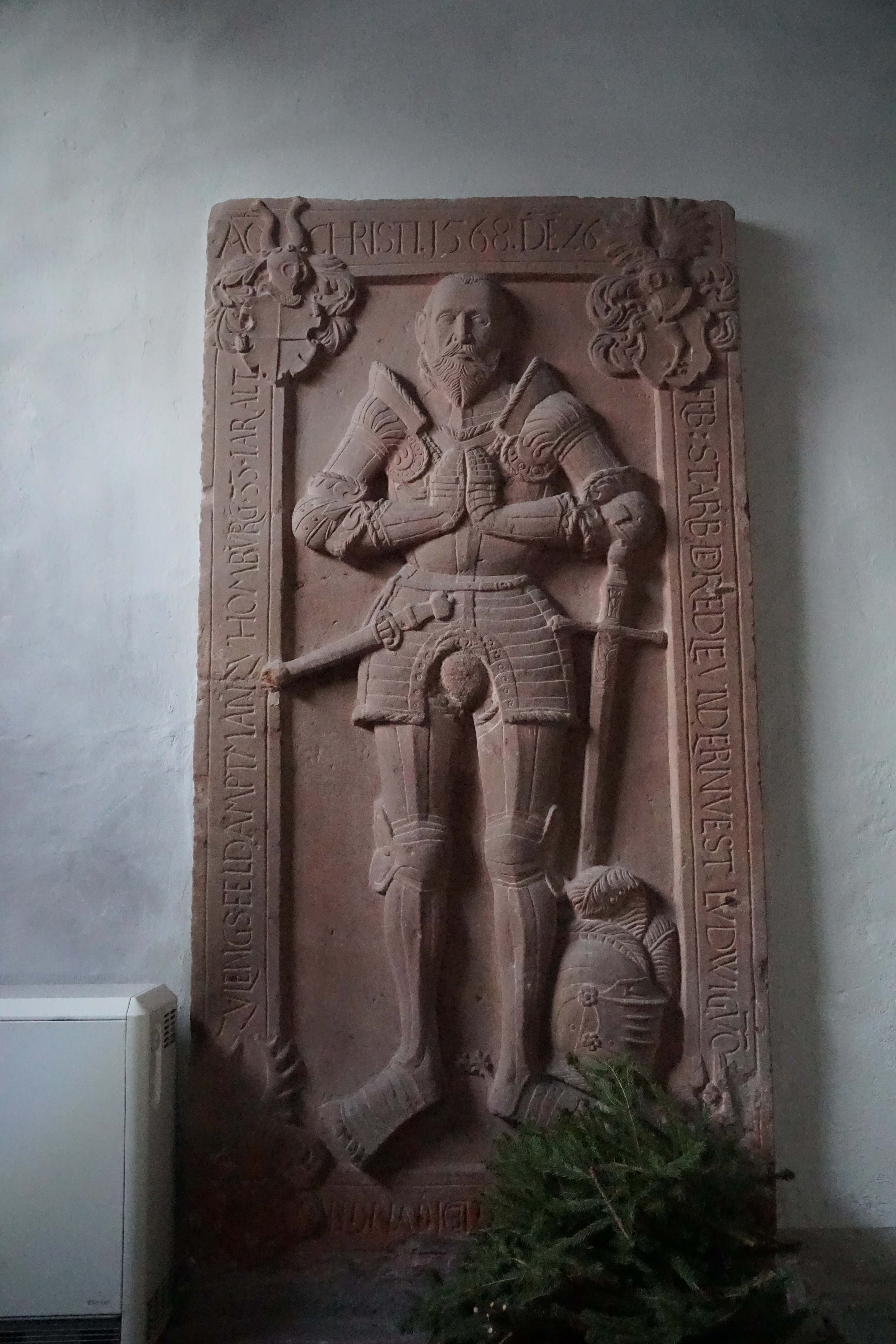
Epitaph des Ludwig von Boyneburg-Lengsfeld in der Stadtkirche Homberg (Ohm)

Ludwig (III.) von Boyneburg-Lengsfeld (* 1535 in Lengsfeld; † 26. Februar 1568 in Homberg (Ohm)) war ein hessischer Adliger und landgräflich-hessischer Amtmann.

## Leben
Ludwig war der jüngste Sohn des zeitweiligen hessischen Landhofmeisters und Vormundschaftsregenten Ludwig I. von Boyneburg (1466–1537). Seine Mutter war des Vaters zweite Ehefrau, Elisabeth von Meysenbug, Tochter des Wilhelm von Meysenbug und der Gertrud Eckbrecht von Dürkheim. Nach dem Tod seines Vaters erbte er dessen hessische Besitzungen im Raum Felsberg mit der Altenburg als Mittelpunkt. Da er zu diesem Zeitpunkt erst zwei Jahre alt war, stand er bis zu seiner Volljährigkeit unter der Vormundschaft seines aus des Vaters erster Ehe stammenden Halbbruders Georg, der die Herrschaft Lengsfeld erbte. Ludwig lebte nie auf der Altenburg, da deren Wohntrakt 1525 im Bauernkrieg von einem  fränkischen Bauerntrupp geplündert und erheblich zerstört worden war. Erst im Jahre 1540 ließ sein Vormund Georg den zweigeschossigen Ostflügel des Palas wieder aufbauen; der westliche Wohntrakt blieb in Trümmern. 1556 erneuerte Landgraf Philipp I. die Belehnung Georgs und Ludwigs III. und ihrer Nachkommen mit der Altenburg und ihrem Zubehör nebst allen anderen Gütern, die 1537 von Heinrich von Holzheim heimgefallen waren.
Ludwig trat in landgräflichen Dienst und wurde Amtmann in Homberg an der Ohm und in der Folge auch in Borken, zunächst unter Landgraf Philipp I. und dann ab der 1567 erfolgten Teilung der Landgrafschaft Hessen unter Philipps Sohn Ludwig IV. in Hessen-Marburg. 
Er starb in Homberg im Jahre 1568. Sein Epitaph befindet sich in der Turmhalle der dortigen evangelischen Pfarrkirche.
Nachfolger als Besitzer der Altenburg wurde sein Sohn Heidenreich. Als dieser im Jahre 1594, weil er im August 1592 im Streit den befreundeten Hofjunker Friedrich von Baumbach erstochen hatte, nach Verbüßung einer zweijährigen Haft aus Hessen verbannt wurde, verkaufte er die Altenburg an seinen jüngeren Bruder Urban, seit 1585 unter Landgraf Wilhelm IV. von Hessen-Kassel landgräflicher Hofmarschall und dann unter Landgraf Moritz Geheimer Rat, 1608 Oberamtmann in der Herrschaft Schmalkalden, 1623 Kriegskommissar, 1626 Landvogt an der Werra, 1626 Kriegs-Obrister, 1631–1634 Statthalter von Fulda und zuletzt Kommandant der Festung Ziegenhain.

## Ehe und Nachkommen
Ludwig war mit Anna von Calenberg verheiratet und hatte mit ihr vier Kinder:
- Heidenreich († 1612), hessischer Hofjunker, dann holsteinischer Geheimer Rat und Oberhofmarschall, ⚭ Ide von Buchwaldt († 1640)
- Urban (1553–1639), hessischer Geheimer Rat, Hofmarschall, Statthalter in Fulda, ⚭ Anna Elisabeth von Beuren
- Margarethe, ⚭ Kurt von Spiegel zum Desenberg
- Sebastian (1557–1601)